# Бухарино (Владимирская область)
Бухарино — деревня в Кольчугинском районе Владимирской области России, входит в состав Есиплевского сельского поселения.

## География
Деревня расположена на берегу реки Ильмовка в 5 км на юг от центра поселения села Есиплево и в 13 км на юго-восток от райцентра города Кольчугино.

## История
В XIX — начале XX века деревня входила в состав Есиплевской волости Юрьевского уезда, с 1925 года — в составе Кольчугинской волости Александровского уезда. В 1859 году в деревне числилось 24 двора, в 1905 году — 36 дворов, в 1926 году — 46 дворов.
С 1929 года деревня входила в состав Олисавинского сельсовета Кольчугинского района, с 1954 года — в составе Есиплевского сельсовета, с 2005 года — в составе Есиплевского сельского поселения.

## Население
| 1859 | 1905 | 1926 | 2002 | 2010 | 2021 |
| ---- | ---- | ---- | ---- | ---- | ---- |
| 168  | ↗181 | ↗190 | ↘0   | ↗3   | ↘2   |